# Surrey-Fleetwood (circonscription britanno-colombienne)
Pour les articles homonymes, voir Surrey et Fleetwood.
Circonscription électorale provinciale du Canada
Surrey-Fleetwood est une circonscription provinciale de la Colombie-Britannique représentée à l'Assemblée législative de la Colombie-Britannique depuis 2009.

## Géographie
En 2020, la circonscription représente une partie de la ville de Surrey.

## Liste des députés
| Législature      | Années           | Député           | Député           | Parti            |
| Surrey-Fleetwood | Surrey-Fleetwood | Surrey-Fleetwood | Surrey-Fleetwood | Surrey-Fleetwood |
| ---------------- | ---------------- | ---------------- | ---------------- | ---------------- |
| 39e              | 2009–2013        |                  | Jagrup Brar (en) | Néo-démocrate    |
| 40e              | 2013–2017        |                  | Peter Fassbender | Libéral          |
| 41e              | 2017–2020        |                  | Jagrup Brar (en) | Néo-démocrate    |
| 42e              | 2020–2024        |                  | Jagrup Brar (en) | Néo-démocrate    |
| 43e              | 2024–en cours    |                  | Jagrup Brar (en) | Néo-démocrate    |

## Résultats électoraux

Frontière de la circonscription en 2015.